# Beurre manié
Beurre manié (“manteiga manipulada” em francês) é uma preparação originária da culinária da França utilizada como base para molhos, sopas ou guisados, que consiste em misturar a frio partes iguais de farinha de trigo e manteiga até obter uma massa homogénea; esta mistura pode depois ser adicionada a um líquido (leite, caldo ou água) para conseguir um molho espesso.  